# Список найсильніших шахових турнірів (1960–1969)
У цьому списку представлені найсильніші шахові турніри від 1960 до 1969 року.

## Список
| Рік       | Місце                               | Переможець | 2-e місце | 3-є місце                                                                      |
| --------- | ----------------------------------- | --- | --- | ------------------------------------------------------------------------------ |
| 1959/1960 | Гастінгс                            | Светозар Глігорич (Югославія)                                                                                                   | Вольфґанґ Ульманн (НДР)                                                                                         | Юрій Авербах (СРСР)                                                            |
| 1960      | Буенос-Айрес                        | Віктор Корчной (СРСР), Самуель Решевський (США)                                                                                 | | Ласло Сабо (Угорщина)                                                          |
|           | Бевервейк                           | Тигран Петросян (СРСР), Бент Ларсен (Данія)                                                                                     | | Олександр Матанович (Югославія)                                                |
|           | Санта-Фе                            | Светозар Глігорич (Югославія)                                                                                                   | Ласло Сабо (Угорщина)                                                                                           | Віктор Корчной (СРСР), Марк Тайманов (СРСР)                                    |
|           | Копенгаген                          | Тигран Петросян (СРСР) | Юхим Геллер (СРСР)                                                                                              | Ґідеон Штальберґ (Швеція)                                                      |
|           | Мадрид (зональний турнір)           | Артуро Помар Саламанка (Іспанія) Лайош Портіш (Угорщина), Светозар Глігорич (Югославія), Йоганнес Гендрікус Доннер (Нідерланди) | |                                                                                |
| 1960/1961 | Гастінгс                            | Светозар Глігорич (Югославія)                                                                                                   | Ігор Бондаревський (СРСР)                                                                                       | Ласло Сабо (Угорщина)                                                          |
| 1961      | Цюрих                               | Пауль Керес (СРСР) | Тигран Петросян (СРСР)                                                                                          | Светозар Глігорич (Югославія)                                                  |
|           | Бевервейк                           | Бент Ларсен (Данія), Борислав Івков (Югославія)                                                                                 | | Вольфґанґ Ульманн (НДР)                                                        |
|           | Дортмунд                            | Марк Тайманов (СРСР) | | Мійо Удовчич (Югославія), Василь Смислов (СРСР)                                |
|           | Москва                              | Василь Смислов (СРСР), Євген Васюков (СРСР)                                                                                     | | Фрідрік Олафссон (Ісландія)                                                    |
|           | Блед                                | Михайло Таль (СРСР) | Боббі Фішер (США)                                                                                               | Светозар Глігорич (Югославія), Пауль Керес (СРСР), Тигран Петросян (СРСР)      |
|           | Будапешт                            | Віктор Корчной (СРСР) | Давид Бронштейн (СРСР), Мирослав Філіп (Чехословаччина)                                                         |                                                                                |
|           | Мар-дель-Плата                      | Мігель Найдорф (Аргентина) | Роберт Бірн (США), Олександр Матанович (Югославія), Мирослав Філіп (Чехословаччина), Ектор Россетто (Аргентина) |                                                                                |
|           | Маріанські Лазні (зональний турнір) | Фрідрік Олафссон (Ісландія) | Мирослав Філіп (Чехословаччина)                                                                                 | Вольфґанґ Ульманн (НДР)                                                        |
| 1961/1962 | Гастінгс                            | Михайло Ботвинник (СРСР) | Светозар Глігорич (Югославія)                                                                                   | Сало Флор (СРСР)                                                               |
| 1962      | Стокгольм (міжзональний турнір)     | Боббі Фішер (США) | Юхим Геллер (СРСР), Тигран Петросян (СРСР)                                                                      |                                                                                |
|           | Бевервейк                           | Петар Тріфунович (Югославія) | Карл Робач (Австрія), Йоганнес Гендрікус Доннер (Нідерланди)                                                    |                                                                                |
|           | Мар-дель-Плата                      | Лев Полугаєвський (СРСР) | Василь Смислов (СРСР), Ласло Сабо (Угорщина)                                                                    |                                                                                |
|           | Кечкемет                            | Холмов Ратмір Дмитрович (СРСР)                                                                                                  | Лайош Портіш (Угорщина), Ласло Сабо (Угорщина)                                                                  |                                                                                |
|           | Гавана                              | Мігель Найдорф (Аргентина) | Борис Спаський (СРСР), Лев Полугаєвський (СРСР)                                                                 |                                                                                |
|           | Кюрасао (кандидатський турнір)      | Тигран Петросян (СРСР) | Пауль Керес (СРСР), Юхим Геллер (СРСР)                                                                          |                                                                                |
|           | Москва                              | Юрій Авербах (СРСР), Євген Васюков (СРСР)                                                                                       | Гедеон Барца (Угорщина), Давид Бронштейн (СРСР), Андор Лілієнталь (СРСР), Леонід Шамкович (СРСР)                |                                                                                |
| 1962/1963 | Гастінгс                            | Олександр Котов (СРСР) | Светозар Глігорич (Югославія)                                                                                   | Василь Смислов (СРСР)                                                          |
| 1963      | Сараєво                             | Лайош Портіш (Угорщина) | Светозар Глігорич (Югославія), Борислав Івков (Югославія), Володимир Симагін (СРСР), Вольфґанґ Ульманн (НДР)    |                                                                                |
|           | Бевервейк                           | Йоганнес Гендрікус Доннер (Нідерланди)                                                                                          | Давид Бронштейн (СРСР)                                                                                          | Бруно Парма (Югославія), Герман Пілнік (Аргентина), Борислав Івков (Югославія) |
|           | Галле (зональний турнір)            | Лайош Портіш (Угорщина) | Бент Ларсен (Данія)                                                                                             | Борислав Івков (Югославія), Карл Робач (Австрія)                               |
|           | Енсхеде (зональний турнір)          | Светозар Глігорич (Югославія)                                                                                                   | Левенте Лендьєл (Угорщина), Клаус Дарґа (ФРН)                                                                   |                                                                                |
|           | Гавана                              | Віктор Корчной (СРСР) | Михайло Таль (СРСР), Юхим Геллер (СРСР), Людек Пахман (Чехословаччина)                                          |                                                                                |
|           | Мішкольц                            | Михайло Таль (СРСР) | Давид Бронштейн (СРСР)                                                                                          | Іштван Білек (Угорщина)                                                        |
|           | Москва                              | Василь Смислов (СРСР) | Михайло Таль (СРСР)                                                                                             | Светозар Глігорич (Югославія)                                                  |
| 1963/1964 | Гастінгс                            | Михайло Таль (СРСР) | Светозар Глігорич (Югославія)                                                                                   | Левенте Лендьєл (Угорщина), Абрам Хасін (СРСР)                                 |
| 1964      | Сараєво                             | Лев Полугаєвський (СРСР), Вольфґанґ Ульманн (НДР)                                                                               | | Борислав Івков (Югославія)                                                     |
|           | Бевервейк                           | Пауль Керес (СРСР), Їво Ней (СРСР)                                                                                              | | Лайош Портіш (Угорщина)                                                        |
|           | Москва (зональний турнір)           | Борис Спаський (СРСР) | Леонід Штейн (СРСР), Давид Бронштейн (СРСР)                                                                     |                                                                                |
|           | Амстердам                           | Бент Ларсен (Данія) | Йоганнес Гендрікус Доннер (Нідерланди)                                                                          | Андреас Дюкштейн (Австрія)                                                     |
|           | Белград                             | Борис Спаський (СРСР) | Віктор Корчной (СРСР)                                                                                           | Борислав Івков (Югославія)                                                     |
|           | Буенос-Айрес                        | Тигран Петросян (СРСР), Пауль Керес (СРСР)                                                                                      | | Роберт Бірн (США)                                                              |
|           | Рейк'явік                           | Михайло Таль (СРСР) | Светозар Глігорич (Югославія)                                                                                   | Фрідрік Олафссон (Ісландія)                                                    |
|           | Амстердам (міжзональний турнір)     | Василь Смислов (СРСР), Бент Ларсен (Данія), Михайло Таль (СРСР), Борис Спаський (СРСР)                                          | |                                                                                |
| 1964/1965 | Гастінгс                            | Пауль Керес (СРСР) | Светозар Глігорич (Югославія), Флорін Георгіу (Румунія)                                                         |                                                                                |
| 1965      | Будапешт                            | Лев Полугаєвський (СРСР), Ласло Сабо (Угорщина), Марк Тайманов (СРСР)                                                           | |                                                                                |
|           | Бевервейк                           | Юхим Геллер (СРСР), Лайош Портіш (Угорщина)                                                                                     | | Мілко Бобоцов (Болгарія)                                                       |
|           | Гавана                              | Василь Смислов (СРСР) | Борислав Івков (Югославія), Юхим Геллер (СРСР), Боббі Фішер (США)                                               |                                                                                |
|           | Мар-дель-Плата                      | Мігель Найдорф (Аргентина) | Леонід Штейн (СРСР)                                                                                             | Юрій Авербах (СРСР)                                                            |
|           | Сараєво                             | Олексій Суетін (СРСР) | Мілан Матулович (Югославія), Лев Полугаєвський (СРСР)                                                           |                                                                                |
|           | Загреб                              | Борислав Івков (Югославія), Вольфґанґ Ульманн (НДР)                                                                             | | Тигран Петросян (СРСР)                                                         |
|           | Сочі                                | Вольфґанґ Унцикер (ФРН), Борис Спаський (СРСР)                                                                                  | | Драголюб Чирич (Югославія)                                                     |
|           | Маріанські Лазні                    | Властіміл Горт (Чехословаччина), Пауль Керес (СРСР)                                                                             | | Леонід Шамкович (СРСР)                                                         |
|           | Єреван                              | Віктор Корчной (СРСР) | Тигран Петросян (СРСР), Леонід Штейн (СРСР)                                                                     |                                                                                |
| 1965/1966 | Гастінгс                            | Вольфґанґ Ульманн (НДР), Борис Спаський (СРСР)                                                                                  | | Євген Васюков (СРСР)                                                           |
| 1966      | Мар-дель-Плата                      | Василь Смислов (СРСР) | Леонід Штейн (СРСР)                                                                                             | Лайош Портіш (Угорщина)                                                        |
|           | Бевервейк                           | Лев Полугаєвський (СРСР) | Ласло Сабо (Угорщина)                                                                                           | Іштван Білек (Угорщина)                                                        |
|           | Бухарест                            | Віктор Корчной (СРСР) | Флорін Георгіу (Румунія)                                                                                        | Любомир Кавалек (Чехословаччина)                                               |
|           | Гаага (зональний турнір)            | Светозар Глігорич (Югославія)                                                                                                   | Іштван Білек (Угорщина)                                                                                         | Любомир Кавалек (Чехословаччина)                                               |
|           | Сараєво                             | Михайло Таль (СРСР), Драголюб Чирич (Югославія)                                                                                 | | Борислав Івков (Югославія), Людек Пахман (Чехословаччина)                      |
|           | Гаррахов                            | Семен Фурман (СРСР) | Драголюб Яношевич (Югославія)                                                                                   | Людек Пахман (Чехословаччина), Марк Тайманов (СРСР)                            |
|           | Гавр                                | Бент Ларсен (Данія) | Лев Полугаєвський (СРСР), Микола Крогіус (СРСР)                                                                 |                                                                                |
|           | Амстердам                           | Михайло Ботвинник (СРСР) | Артуро Помар Саламанка (Іспанія)                                                                                | Сало Флор (СРСР)                                                               |
|           | Ужиці                               | Олексій Суетін (СРСР), Олександр Матанович (Югославія)                                                                          | | Светозар Глігорич (Югославія), Георгій Трінгов (Болгарія)                      |
|           | Кисловодськ                         | Юхим Геллер (СРСР) | Леонід Штейн (СРСР)                                                                                             | Холмов Ратмір Дмитрович (СРСР), Анатолій Лутіков (СРСР)                        |
|           | Пальма                              | Михайло Таль (СРСР) | Артуро Помар Саламанка (Іспанія)                                                                                | Лайош Портіш (Угорщина)                                                        |
| 1966/1967 | Гастінгс                            | Михайло Ботвинник (СРСР) | Вольфґанґ Ульманн (НДР)                                                                                         | Майкл Басман (Англія), Боян Кураїца (Югославія), [[Юрій балашов]] (СРСР)       |
| 1967      | Сараєво                             | Леонід Штейн (СРСР), Борислав Івков (Югославія)                                                                                 | | Пал Бенко (США), Володимир Савон (СРСР)                                        |
|           | Бевервейк                           | Борис Спаський (СРСР) | Анатолій Лутіков (СРСР)                                                                                         | Драголюб Чирич (Югославія)                                                     |
|           | Монако*                             | Боббі Фішер (США) | Василь Смислов (СРСР)                                                                                           | Юхим Геллер (СРСР), Бент Ларсен (Данія)                                        |
|           | Галле                               | Лайош Портіш (Угорщина) | Властіміл Горт (Чехословаччина)                                                                                 | Вольфґанґ Ульманн (НДР), Мілан Матулович (Югославія)                           |
|           | Ленінград                           | Віктор Корчной (СРСР) | Холмов Ратмір Дмитрович (СРСР)                                                                                  | Гедеон Барца (Угорщина), Марк Тайманов (СРСР)                                  |
|           | Москва                              | Леонід Штейн (СРСР) | Мілко Бобоцов (Болгарія), Айварс Гіпсліс (СРСР), Василь Смислов (СРСР), Михайло Таль (СРСР)                     |                                                                                |
|           | Будва                               | Віктор Корчной (СРСР) | Михайло Таль (СРСР), Светозар Глігорич (Югославія)                                                              |                                                                                |
|           | Марибор                             | Вольфґанґ Унцикер (ФРН) | Самуель Решевський (США)                                                                                        | Олександр Матанович (Югославія), Борислав Івков (Югославія), Лотар Цинн (НДР)  |
|           | Скоп'є                              | Боббі Фішер (США) | Юхим Геллер (СРСР), Мілан Матулович (Югославія)                                                                 |                                                                                |
|           | Данді                               | Светозар Глігорич (Югославія)                                                                                                   | Бент Ларсен (Данія), Фрідрік Олафссон (Ісландія)                                                                |                                                                                |
|           | Поляниця-Здруй                      | Семен Фурман (СРСР) | Вольфґанґ Ульманн (НДР), Властіміл Горт (Чехословаччина)                                                        |                                                                                |
|           | Гавана                              | Бент Ларсен (Данія) | Марк Тайманов (СРСР)                                                                                            | Василь Смислов (СРСР)                                                          |
|           | Вінніпег                            | Бент Ларсен (Данія), Клаус Дарґа (ФРН)                                                                                          | | Пауль Керес (СРСР), Борис Спаський (СРСР)                                      |
|           | Венеція                             | Йоганнес Гендрікус Доннер (Нідерланди)                                                                                          | Тигран Петросян (СРСР), Ларрі Еванс (США)                                                                       |                                                                                |
|           | Сус (міжзональний турнір)           | Бент Ларсен (Данія) | Юхим Геллер (СРСР), Светозар Глігорич (Югославія), Віктор Корчной (СРСР)                                        |                                                                                |
|           | Пальма                              | Бент Ларсен (Данія) | Михайло Ботвинник (СРСР), Василь Смислов (СРСР)                                                                 |                                                                                |
| 1967/1968 | Гастінгс                            | Властіміл Горт (Чехословаччина), Флорін Георгіу (Румунія), Леонід Штейн (СРСР), Олексій Суетін (СРСР)                           | |                                                                                |
| 1968      | Монте-Карло                         | Бент Ларсен (Данія) | Михайло Ботвинник (СРСР)                                                                                        | Василь Смислов (СРСР), Властіміл Горт (Чехословаччина)                         |
|           | Вейк-ан-Зеє                         | Віктор Корчной (СРСР) | Властіміл Горт (Чехословаччина), Лайош Портіш (Угорщина), Михайло Таль (СРСР)                                   |                                                                                |
|           | Бамберг                             | Пауль Керес (СРСР) | Тигран Петросян (СРСР), Лотар Шмід (ФРН)                                                                        |                                                                                |
|           | Поляниця-Здруй                      | Василь Смислов (СРСР) | Вольфґанґ Ульманн (НДР), Властіміл Горт (Чехословаччина)                                                        |                                                                                |
|           | Скоп'є                              | Лайош Портіш (Угорщина) | Любомир Кавалек (Чехословаччина)                                                                                | Збігнєв Дода (Польща), Нікола Падевський (Болгарія), Володимир Симагін (СРСР)  |
|           | Вінковці                            | Боббі Фішер (США) | Мілан Матулович (Югославія), Властіміл Горт (Чехословаччина)                                                    |                                                                                |
|           | Кисловодськ                         | Юхим Геллер (СРСР) | Бухуті Гургенідзе (СРСР), Євген Васюков (СРСР)                                                                  |                                                                                |
|           | Пальма                              | Віктор Корчной (СРСР) | Борис Спаський (СРСР), Бент Ларсен (Данія)                                                                      |                                                                                |
| 1968/1969 | Гастінгс                            | Василь Смислов (СРСР) | Светозар Глігорич (Югославія)                                                                                   | Реймонд Кін (Англія), Володимир Тукмаков (СРСР)                                |
| 1969      | Сараєво                             | Віктор Корчной (СРСР) | Мілан Матулович (Югославія)                                                                                     | Светозар Глігорич (Югославія), Вольфґанґ Ульманн (НДР)                         |
|           | Вейк-ан-Зеє                         | Михайло Ботвинник (СРСР), Юхим Геллер (СРСР)                                                                                    | | Пауль Керес (СРСР), Лайош Портіш (Угорщина)                                    |
|           | Таллінн                             | Леонід Штейн (СРСР) | Пауль Керес (СРСР), Їво Ней (СРСР)                                                                              |                                                                                |
|           | Монте-Карло                         | Лайош Портіш (Угорщина), Василь Смислов (СРСР)                                                                                  | | Властіміл Горт (Чехословаччина), [[Вільям Ломбарді]] (США)                     |
|           | Бюзум                               | Бент Ларсен (Данія) | Лев Полугаєвський (СРСР)                                                                                        | Матіас Герузель (ФРН)                                                          |
|           | Лугачовіце                          | Віктор Корчной (СРСР) | Пауль Керес (СРСР)                                                                                              | Властіміл Горт (Чехословаччина)                                                |
|           | Афіни (зональний турнір)            | Мілан Матулович (Югославія) | Роберт Гюбнер (ФРН), Властіміл Горт (Чехословаччина)                                                            |                                                                                |
|           | Raach (зональний турнір)            | Вольфґанґ Ульманн (НДР) | Лайош Портіш (Угорщина), Борислав Івков (Югославія), Ульф Андерссон (Швеція), Ян Смейкал (Чехословаччина)       |                                                                                |
|           | Сан-Хуан                            | Борис Спаський (СРСР) | Артур Бісґаєр (США)                                                                                             | Волтер Браун (США), Бруно Парма (Югославія)                                    |
|           | Пальма                              | Бент Ларсен (Данія) | Тигран Петросян (СРСР)                                                                                          | Властіміл Горт (Чехословаччина), Віктор Корчной (СРСР)                         |
|           | Чачак                               | Светозар Глігорич (Югославія), Борислав Івков (Югославія), Мілан Матулович (Югославія), Лев Полугаєвський (СРСР)                | |                                                                                |
|           | Тбілісі                             | Михайло Таль (СРСР), Бухуті Гургенідзе (СРСР)                                                                                   | | Властіміл Горт (Чехословаччина)                                                |